# Lissopholidisis furcula
Lissopholidisis furcula är en korallart som beskrevs av Philip Alderslade 1998. Lissopholidisis furcula ingår i släktet Lissopholidisis och familjen Isididae. Inga underarter finns listade i Catalogue of Life.